# سونی آ ۶۴۰۰
سونی آ ۶۴۰۰ یک دوربین دیجیتالی است که در تاریخ ۱۵ ژانویه ۲۰۱۹اعلام برندینگ شد. این یک دوربین لنز قابل تعویض بدون آینه است که به عنوان یک دوربین بدون آینه در رده متوسط طراحی شده‌است و به عنوان یک به روزرسانی α۶۳۰۰ عمل می‌کند. سونی در حال هدف قرار دادن vlogging جامعه با صفحه نمایش تلنگر تا α۶۴۰۰ و قیمت گذاری تهاجمی. این همان سنسور ۲۴ مگاپیکسلی است که در α۶۵۰۰ دیده می‌شود. در زمان انتشار، این دو بسیاری از دوربین‌های با قابلیت در α۶۰۰۰ سری از دوربین‌های α۶۴۰۰ و α۶۵۰۰ بود. α۶۵۰۰ دارای IBIS و یک بافر تصویر بزرگتر است، اما از بسیاری جهات دیگر α۶۴۰۰ یک دوربین پیشرفته تر است. این امر تا حد زیادی به دلیل قدرت پردازشی آن است، امکاناتی مانند AF چشم حیوانات و ردیابی فوکوس خودکار را فراهم می‌آورد. به عنوان مثال، این ویژگی‌ها از طریق بروزرسانی سیستم عامل نمی‌توانند به α۶۳۰۰ اضافه شوند، زیرا بیش از حد خواستار یک ویژگی است.

## امکانات
- سنسور ۲۴٫۲ مگاپیکسلی CMOS
- فاز تشخیصی ۴۲۵ نقطه ای AF
- AF در زمان واقعی؛ ردیابی زمان واقعی
- فرمت فوق‌العاده ۳۵ میلی‌متر، ضبط فیلم 4K با بازخوانی کامل پیکسل و برنده شدن در پیکسل نیست
- صفحه لمسی LCD (2.95 اینچ) با عملکرد شیب ۱۸۰ درجه
- ۱٫۰ منظره یاب الکترونیکی cm (0.39 اینچ)
- اندازه‌گیری نور ارزیابی ۱۲۰۰ منطقه
- Wi-Fi، NFC و Bluetooth ساخته شده‌است
- روشن کننده فوکوس خودکار LED
- عکسبرداری مداوم: سلام +: ۱۱ فریم در ثانیه، سلام: ۸ فریم در ثانیه، میانه: ۶ فریم در ثانیه، Lo: 3 فریم در ثانیه
- سیستم منو
- شکاف کارت حافظه تک (سازگار UHS-1)
- کرکره الکترونیکی برای عکسبرداری ساکت
- فاصله تیراندازی (گذشت زمان)[۴]
- AF Eye Animal AF[۵] (با سیستم عامل v2.00)
- اجازه می‌دهد تا کار با فرمانده از راه دور بی‌سیم RMT-P1BT (Firmware v2.0)

## پیش‌بینی‌های قبل ارایه
پس از اعلام آن، اولین تصورات منتشر شده از وبلاگ‌های معروف YouTube و کانال‌های متمرکز بر دوربین. بازبینی‌های کامل هنوز تمام نشده‌است اما اجماع عمومی این است که سونی قیمت آن را به درستی اعلام کرده‌است، اما برای برخی فقدان Z جدید   باتری و این واقعیت که صفحه فلیپ مانع نصب کفش گرم گزینه‌های عجیب و غریب است.